# ميكاه هوكينز
ميكاه هوكينز (بالإنجليزية: Micah Hawkins) هو كاتب أغاني وملحن وكاتب مسرحي وشاعر أمريكي، ولد في 1777، وتوفي في 29 يوليو 1825.

## وصلات خارجية
- ميكاه هوكينز على موقع قاعدة بيانات برودواي على الإنترنت (الإنجليزية)